# Thái Bình lâu (Hoàng thành Huế)
Thái Bình lâu (chữ Hán: 太平樓) tọa lạc tại phía đông bắc Tử Cấm thành trong Hoàng thành Huế.

## Lịch sử và công dụng

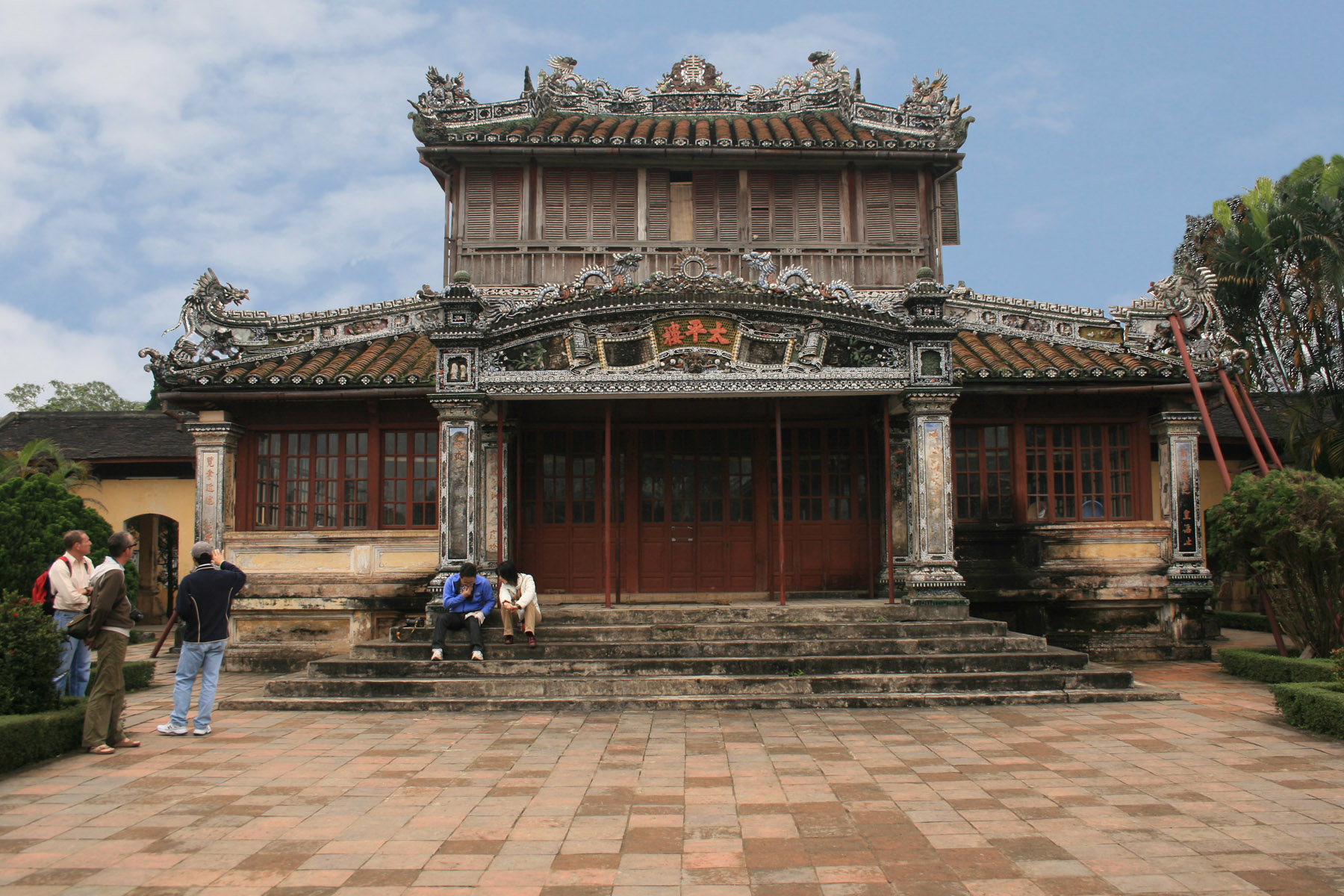
Thái Bình lâu năm 2008.

Thái Bình lâu là một tòa nhà hai tầng bằng gỗ nằm giữa một khuôn viên hình chữ nhật rộng 32m, dài 58m. Công trình được vua Khải Định ra lệnh xây dựng vào năm 1919, đến năm 1921 thì hoàn thành, để nhà vua làm chỗ nghỉ ngơi, đọc sách...Thái Bình lâu được trùng tu vào những năm 1990-1991.

## Kiến trúc

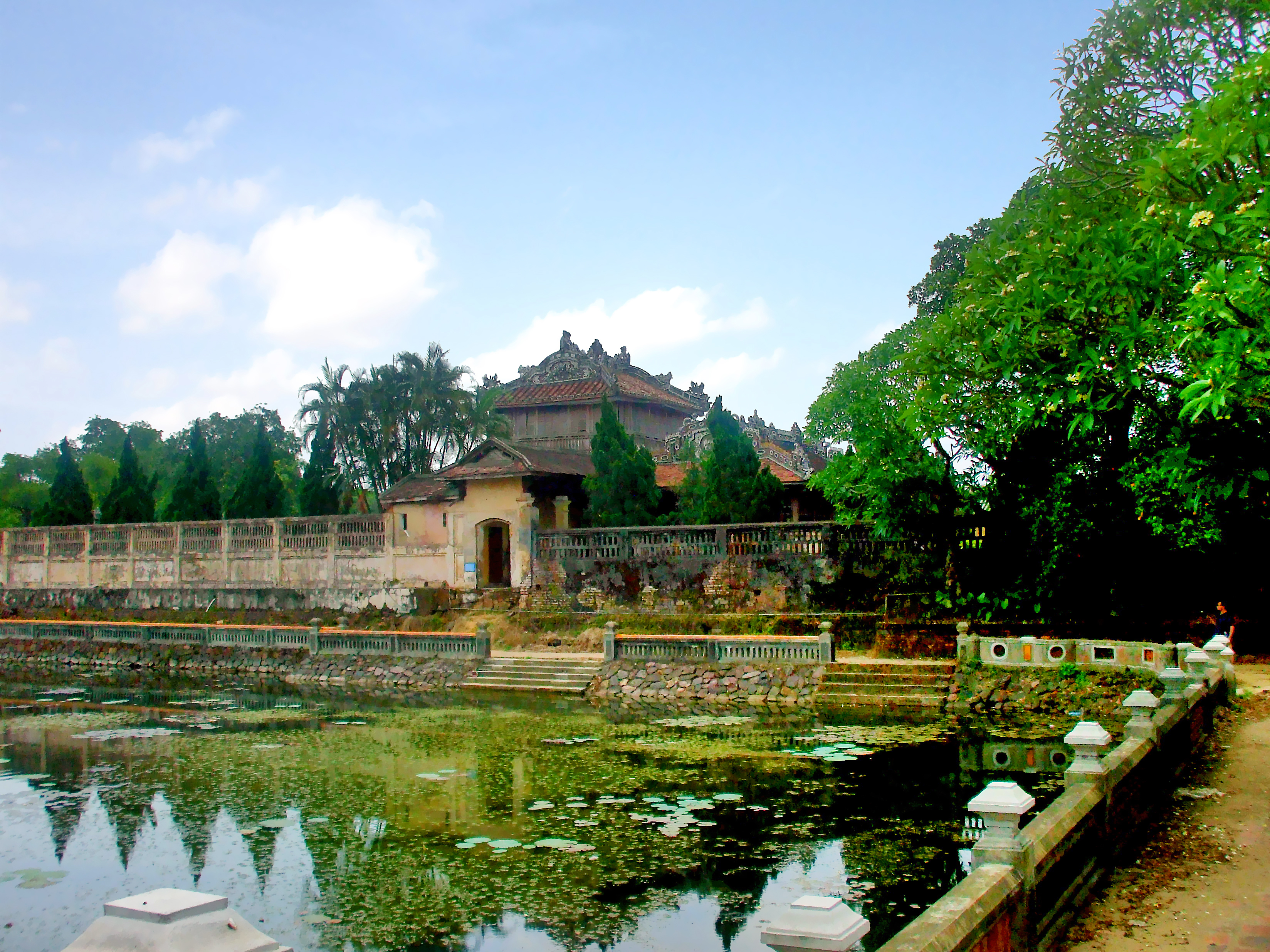
Phong cảnh tại Thái Bình lâu.

Công trình là một tòa nhà kép, gồm tiền sảnh, chính doanh, hậu doanh nối liền nhau bằng hai máng thoát nước. Mặt nền cao hơn đất 1m, mặt trước là bốn cột xây bằng gạch trát vữa. Phía trước có 3 chữ Thái Bình lâu và hai bên là hai bài văn do vua Khải Định ngự chế.
Sau tiền sảnh là chính doanh. Đây là một ngôi nhà 2 tầng cao 9.55m, mái được lợp bằng ngói âm dương tráng men vàng với nhiều trang trí rất đẹp và lộng lẫy như hình những con dơi tượng trưng cho Ngũ Phúc và hai bờ nóc đắp nổi hai hình hồi long đầy uy lực.
Hậu doanh có 3 gian, 2 chái, mái lợp ngói liệt, hai đầu hồi có đắp nổi đề tài Hải ốc thiêm trù với hình ảnh ba ông già chúc thọ cho nhau.
Nhìn chung, nổi bật nhất ở đây là nghệ thuật hoa viên và khảm sánh sứ .